# قانون ممنوعیت به‌کارگیری بازنشستگان
قانون ممنوعیت به‌کارگیری بازنشستگان یک قانون است که در ابتدا، در ۲۰ اردیبهشت ۱۳۹۵ به تصویب مجلس شورای اسلامی رسیده و اصلاحیهٔ آن در ۲ مرداد ۱۳۹۷ به تصویب رسید.

## اصلاحیه
قانون اصلاح قانون ممنوعیت به‌کارگیری بازنشستگان در روز سه‌شنبه ۲ مرداد ۱۳۹۷ به تصویب مجلس رسید. سخنگوی شورای نگهبان ۲۲ شهریور اعلام کرد این مصوبه به تأیید این شورا رسیده‌است.
با اجرای این قانون ۱۷۰۰ مدیر دولتی از جمله ۱۷ استاندار و ۸۰ معاون استاندار مجبور به ترک سمت خود شدند.
سید علی خامنه‌ای رهبر ایران ضمن خوب دانستن این قانون خواستار اصلاحاتی در آن شده‌است. او گفته: «نمایندگان محترم مجلس قانون را جوری ترتیب بدهند و اصلاح کنند که دیگر این اشکالات پیش نیاید، و مجبور نشوند که به اجازه رهبری متوسل بشوند.»

### متن
ماده واحده ــ از تاریخ ابلاغ این قانون، به‌کارگیری افرادی که در اجرای قوانین و مقررات مربوطه بازنشسته یا بازخرید شده یا بشوند، در دستگاه‌های اجرایی موضوع ماده (۵) قانون مدیریت خدمات کشوری مصوب ۱۳۸۶/۷/۸ و کلیه دستگاه‌هایی که به‌نحوی از انحاء از بودجه عمومی کل کشور استفاده می‌کنند، ممنوع می‌باشد.

### مستثنی‌ها
- رؤسای سه قوه، معاون اول رئیس‌جمهور، وزرا و معاونین رئیس‌جمهور و نمایندگان مجلس
- «دارندگان مجوز» از رهبر جمهوری اسلامی
- فرزندان افراد کشته‌شده در جنگ ایران و عراق، اسیران این جنگ با بیش از سه سال سابقه اسارت
- «جانبازان بالای پنجاه درصد»
- اشتغال بازنشستگان در وزارت اطلاعات تا سقف یک درصد از نیروهای رسمی این وزارتخانه «در هر رده مدیریتی» و فقط در این وزارتخانه مجاز است.[۴]

## مشمولان
از جمله عالی‌رتبه‌ترین افرادی که بر اساس این قانون مجبور به ترک مقام خود شدند:
- قاسم تقی‌زاده خامسی، شهردار مشهد
- سید محمدعلی افشانی، شهردار تهران
- محسن مهرعلیزاده، استاندار اصفهان
- مهدی کرباسیان، معاون وزیر صنعت، معدن و تجارت و رئیس هیئت عامل سازمان توسعه و نوسازی معادن و صنایع معدنی ایران (ایمیدرو)
- محمدعلی نجفی، استاندار البرز
- علیرضا رشیدیان، استاندار خراسان رضوی
- محمدناصر نیکبخت، استاندار همدان
- علی یونسی، مشاور امور اقلیت‌های مذهبی رئیس‌جمهور